# Округ Мороу (Орегон)
Округ Мороу (енгл. Morrow County) је округ у америчкој савезној држави Орегон.

## Демографија
По попису из 2010. године број становника је 11.173, што је 178 (1,6%) становника више него 2000. године.
| Група             | 2000.         | 2010.         |
| Белци             | 7.911 (72,0%) | 7.218 (64,6%) |
| Афроамериканци    | 15 (0,1%)     | 55 (0,5%)     |
| Азијати           | 46 (0,4%)     | 104 (0,9%)    |
| Хиспаноамериканци | 2.686 (24,4%) | 3.497 (31,3%) |
| Укупно            | 10.995        | 11.173        |